# L'Arianna
Pour les articles homonymes, voir Arianna.
Pour un article plus général, voir Opéras perdus de Monteverdi.
L'Arianna (SV 291) est le deuxième opéra écrit par Claudio Monteverdi, sur un poème d'Ottavio Rinuccini. Il fut créé à Mantoue le 28 mai 1608. Son sujet est fondé sur la légende grecque d'Ariane et Thésée. La musique en est perdue, à l'exception du lamento, la scène centrale, connue sous le nom de Lamento d'Arianna.

## Chronologie
Commandée à Monteverdi par le prince Vincent Ier de Mantoue, après le succès, l'année précédente, de L'Orfeo, l'Arianna, initialement prévue pour la période de carnaval, devait s'intégrer aux cérémonies entourant les noces du duc héritier Francesco Gonzaga avec la fille du duc de Savoie. Après des complications politiques, les noces, et donc la représentation, furent repoussées en mai.
La composition et la création de l'ouvrage s'accompagnèrent de circonstances tragiques, qui font de cette œuvre, à bien des égards, « un opéra marqué par le destin » (J.Ph. Guye).
Le 10 septembre 1607, Claudia Monteverdi, l'épouse du compositeur, meurt à Crémone, laissant Monteverdi avec deux jeunes enfants. Peu de temps après, cependant, une lettre de Follino exhorte le compositeur, à rentrer d’urgence à Mantoue. « Revenez ici promptement car c’est pour vous l’occasion d’acquérir la plus grande renommée qu’un homme puisse avoir sur terre et, par là, toute la gratitude de sa Sérénissime Seigneurie » (24 septembre).
Fin octobre, Rinuccini arrive à Mantoue, et apportera une aide importante au compositeur, bien qu'il « ne sût pas la musique (compensant cela par la finesse de jugement et l’exactitude d’oreille qu’il possédait » (Doni, 1635).
L'œuvre est composée rapidement, durant l'hiver 1607-8 et achevée fin janvier ou début février, en trois mois tout au plus. S'engagent alors cinq mois de répétitions, comme l'indique le compositeur : « Arianna (…) demanda cinq mois de répétitions serrées, après qu’on l’eut achevée et apprise » (9 janvier 1620).
Le 9 mars 1608, Caterina Martinelli (la Romanina), jeune chanteuse prodige, âgée de 18 ans, qui devait chanter le rôle mourut après une brève maladie, plongeant les préparatifs dans une « grandissima confusione ». Monteverdi en fut probablement très affecté, puisqu'il connaissait la jeune fille depuis cinq ans, la logeait chez lui et la faisait travailler. Il publiera en 1614 une Sestina, o Lagrime d’amante al sepolcro dell’amata, commande du duc Vincenzo pour un tombeau, en souvenir de la jeune fille. La pièce figure dans le VIe livre de madrigaux, au côté de la version polyphonique du Lamento d'Arianna.
En mars 1608, de difficiles tractations se déroulent donc pour trouver d'urgence une prima donna : ce sera Virginia Ramponi, dite la Florinda, comédienne et chanteuse. Elle fit merveille dans le rôle, apprenant « sa partie parfaitement par cœur en six jours » et la chanta « avec tant de grâce et de sentiment que tous ceux qui l’entendent s’en émerveillaient » (Antonia Costantini).
En mai, après les noces célébrées à Turin, les époux princiers rentrent à Mantoue. L’Arianna, tragedia in musica (désignée encore comme dramma, commedia, favola, opera) est créée devant la cour, le mercredi 28 mai 1608, quelques jours avant le Ballo delle Ingrate, des mêmes Monteverdi et Rinuccini. D'après les chroniques de Follino, la tragédie de l’Arianna fut représentée dans la grande salle de l’académie des Invaghiti, « édifiée à cet effet », qui comprenait selon lui « plus de 6 000 places » - chiffre dont on peut douter. Follino ajoute d'ailleurs qu'on « ne put accueillir tous les étrangers qui s’efforçaient d’entrer et qui se pressaient à la porte (…) si bien que le duc en personne dut venir sur place à plusieurs reprises pour faire reculer la foule ». « La représentation de cette fable, dit encore Follino, a duré deux heures et demie » (seules une quinzaine de minutes subsistent). « L’opéra en lui-même fut très beau, et pour les personnages qui y intervenaient, vêtus d’habits aussi somptueux qu’appropriés (…) Mais surtout s’ajoutait la force de la musique du Signor Claudio Monteverde [sic], maître de chapelle du duc, un homme dont tout le monde connaît la valeur et qui s’était surpassé en la circonstance, combinant le concert de voix et l’harmonie des instruments disposés derrière la scène, de façon que lorsque le caractère de la musique changeait, les sonorités des instruments variaient. Tout fut interprété par des chanteurs et des chanteuses plus qu’excellents. Le Lamento que chante Arianna sur son rocher, quand elle a été abandonnée par Teseo, fut particulièrement merveilleux et joué avec tant de sentiment et de compassion qu’il ne s’est trouvé aucun auditeur pour n’être alors apitoyé, ni aucune dame qui n’ait versé quelques larmes à cette plainte ».
Pourtant, contrairement à L'Orfeo, qui avait fait l'objet de deux éditions de luxe, l'Arianna ne fut pas imprimé - signe peut-être d'un possible début de disgrâce du compositeur à Mantoue, et préludant à son départ définitif pour Venise en 1613. Les années qui suivent voient en effet Monteverdi tout faire pour se libérer d'une charge qu'il estimait aussi pesante que mal rétribuée. Il gardera en tous les cas un souvenir constamment négatif de cette période : « ma mauvaise fortune est ici, à Mantoue, connue de tous (…) Au sieur Marco da Gagliano, qui pour ainsi dire ne fit rien, l’on donna deux cents écus, et à moi qui fis ce que je fis, rien ! (…) » « si je dois sans repos m’employer aux musiques de théâtre, je dis, moi, que ma vie sera brève assurément ; car de la grande fatigue endurée dernièrement, j’ai rapporté un mal de tête et un prurit si violent et si rageur à la taille que ni les cautères (…) ni les purges avalées, ni les saignées et autres puissants remèdes n’ont su les réduire, sinon en partie ». (à Striggio, 2.12.1608). Ou encore : « par manque de temps, je m’en fus au bord de mourir lors de la composition de l'Arianna » (1er mai 1627).
L'œuvre demeura un succès constant au XVIIe siècle et fut rejouée à plusieurs reprises : ainsi en 1620, pour l'anniversaire de Caterina de’ Medici, duchesse de Mantoue, puis en 1639 à Venise, pour l’inauguration du Teatro san Moisè. Pourtant, la partition originale disparut, sans doute irrémédiablement, lors de la guerre de succession ouverte à la mort du duc Vincenzo II en 1627. Celle-ci mènera à la prise de Mantoue par l'Autriche, en 1630, et à la destruction du manuscrit complet de l‘Arianna dans l'incendie de la bibliothèque ducale.

## Versions conservées
L'épisode central du lamento d'Arianna, pleurant seule, sur son rocher, le départ de Teseo (Thésée), fut pourtant conservé, par trois versions, dont deux entièrement authentiques. Si en effet le monologue dramatique n'est connu que par des versions n'ayant pas reçu l'imprimatur du compositeur, Monteverdi lui-même en a repris et réélaboré par deux fois la musique : en 1614 dans le VIe Livre de Madrigaux, et en 1640 ou 1641 dans la Selva morale e spirituale. On est donc en présence d'un texte présentant trois versions.
1. La version dite monodique, se présente en fait comme un récit continu à 2 voix : chant et basse chiffrée. Il ne fut pas imprimé par le compositeur (et comporte d'ailleurs un certain nombre d'erreurs ou d'approximations), puisqu'il s'agit de deux éditions pirates, parues simultanément en 1623 : l'une chez Gardano, à Venise, sous le titre Lamento d’Arianna ; l'autre à Orvietto, à l’intérieur d’un recueil collectif intitulé Il Maggio fiorito (Le Mai fleuri). Il faut préciser que ce Lamento n’est en fait qu’un extrait de la 6e scène de cet opéra qui en comportait huit. Ces éditions ne comportent pas les répliques du chœur, qui séparaient les cinq sections de la scène, la commentant comme dans une tragédie grecque - ou l'année précédente, dans la scène de la messagère de L'Orfeo (acte II). Ces sections sont en revanche connues par le texte de Rinuccini, qui a survécu. L'accompagnement, de même, se présente comme une simple basse, sobrement chiffrée, alors que plusieurs témoignages évoquent clairement la présence de nombreux instruments.
2. Une réélaboration de la version monodique, à cinq voix, utilisant l'intégralité des quatre premières sections de la scène monodique (la cinquième manque). Cette version, travaillée dès l’été 1610, fut publiée par le compositeur dans le VIe Livre de madrigaux, chez Amadino à Venise, en 1614, et plusieurs fois réimprimée. Ce fut en fait la première version publiée du Lamento, puisqu’elle parut en 1614, neuf ans avant son aînée monodique. Sa position, en tête du recueil, traduit la renommée de l’original. Les sections initialement séparées par des chœurs deviennent quatre madrigaux consécutifs (la dernière section étant abandonnée, comme dans la version spirituelle), qui forment un cycle, à la manière de ceux des recueils antérieurs, ou de la Sestina du même Livre. Les pièces sont souvent désignées par leur incipit (Lasciatemi morire, O Teseo mio…, etc.), le titre Lamento d’Arianna valant pour l’ensemble du cycle. (J.Ph. Guye). L’édition est composée à 5 parties (canto, quinto, alto, tenore, basso) auxquelles s'ajoute une partie de basse chiffrée intitulée partitura, indiquée comme facultative, alors qu'elle est obligatoire dans six des madrigaux, chacun assortis, dans le recueil, de l'indication concertato con... (expression qu'on pourrait traduire par « concerté avec » ou « en dialogue avec »). De fait, imprimée au XXe siècle par Gian Francesco Malipiero sans cette basse continue, la pièce est rarement chantée avec continuo dans les enregistrements.
3. Une version monodique sacrée : Pianto della Madonna a voce sola sopra il Lamento d’Arianna (Pleurs de la Madone, à voix seule, sur le Lamento d'Arianna). Le Pianto constitue la quarantième et dernière pièce de la Selva Morale e spirituale (Forêt morale et spirituelle), publiée chez Bartolomeo Magni, Venise, 1640/1, de la même manière que le madrigal ouvrait le Livre VI de Madrigaux. Cette version spirituelle, sur un texte latin anonyme (peut-être du compositeur) transcrit non sans ambiguïté les sentiments de l'original amoureux en sentiment pieux (Teseo mio devient Mi Fili). L’édition originale, revue par le compositeur, est plus fiable que celle du Lamento de 1614. La version s’arrête, comme le madrigal, à la fin de la quatrième section.

Enfin, il faut ajouter l'existence de trois copies contemporaines, manuscrites mais non autographes. L'une, conservée à la Biblioteca Nazionale di Firenze, à voix seule, pour ténor ou soprano et continuo, pourrait être la version initialement possédée par Ferdinandino Gonzaga. Une autre, de la main de Luigi Rossi, est conservée à la British Library de Londres. La dernière se trouve à la Bibliothèque Estense de Modène.
D'assez nombreuses différences existant entre ces versions, tant pour la basse que pour la mélodie, et l’édition de Gardano comportant de manifestes coquilles, comme le montrent les nombreuses différences avec l’édition de la Selva Morale, beaucoup plus soignée, un texte fiable est loin d'exister à ce jour ; si bien que les éditions courantes utilisée aujourd'hui doivent être maniées avec précaution, dans l'attente d'une véritable édition critique, telle qu'il n'en existe à ce jour que pour la seule version polyphonique (cf. ci-dessous).

## Éditions musicales
- Lamento d’Arianna. Version monodique, 1623.
  - Francesco Malipiero. Tutte le opere di Claudio Monteverdi, XI, Bologna, Venturi, 1930 ; réédition Universal Edition, sd.
  - Claudio Gallico. Lamento d’Arianna. Universal Edition, Wien, 1969. Version transposée en fa mineur, avec accompagnement de cordes (v1, v2, vla, vlc, cb) et continuo réalisé).
  - Version de la nouvelle édition monumentale (Opera Omnia, Cremona), à paraître, dans le vol.VIII, avec L’Orfeo et la Madalena.
- Lamento d’Arianna. Madrigaux à 5 voix et continuo ad libitum. Livre VI de Madrigaux, 1614.
  - Francesco Malipiero. Tutte le opere di Claudio Monteverdi, VI, Bologna, Venturi, 1925 ; rééd. Universal Edition, sd.
  - Marcel Couraud, Lamento d'Arianna, 5 voix (Intégral), dans la collection Les Merveilles de l'art choral EAS17067b/17068/17069/17070, Éditions Salabert, Paris, avant 1971
  - Antonio Delfino. Opera Omnia, vol. X, Cremona, Fondazione Claudio Monteverdi, 1991. Fac-similés intégraux de l’édition de 1615.
  - Andrea Bornstein. Claudio Monteverdi - Lamento d’Arianna (da Madrigali. Libro VI, Venezia 1614) ; Odhecaton - Musica vocale, Ut Orpheus Edizioni, Bologna, 2006.
- Pianto della Madona. Selva morale e spirituale. 1640-1.
  - Francesco Malipiero. Tutte le opere di Claudio Monteverdi, XV/3, 1941-2. rééd. Universal Edition, 1966.
  - Denis Stevens. Opera Omnia, vol. XV, 1 & 2, Cremona, Fondazione Claudio Monteverdi, 1998.

## Texte
Libretto du poète Ottavio Rinuccini (1562-1621)
I. Lasciatemi morire !
E chi volete voi che mi conforte
In così dura sorte,
In così gran martire ?
Lasciatemi morire.
II. O Teseo, o Teseo mio,
Si, che mio ti vo' dir, che mio pur sei,
Benchè t'involi, ahi crudo, a gli occhi miei
Volgiti, Teseo mio,
Volgiti, Teseo, o Dio !
Volgiti indietro a rimirar colei
Che lasciato ha per te la Patria e il Regno,
E in queste arene ancora,
Cibo di fere dispietate e crude, 
Lascierà l'ossa ignude !
O Teseo, o Teseo mio,
Se tu sapessi, o Dio !
Se tu sapessi, ohimè, come s'affanna 
La povera Arianna,
Forse pentito
Rivolgeresti ancor la prora allito!
Ma con l'aure serene
Tu te ne vai felice et io qui piango.
A te prepara Atene
Liete pompe superbe, ed io rimango 
Cibo di fere in solitarie arene.
Te l'uno e l'altro tuo vecchio parente 
Stringeran lieti, et io
Più non vedrovvi, o Madre, o Padre mio !
III. Dove, dov'è la fede
Che tanto mi giuravi ?
Così ne l'alta fede
Tu mi ripon degl'Avi ?
Son queste le corone
Onde m'adorni il crine ?
Questi gli scettri sono,
Queste le gemme e gl'ori ?
Lasciarmi in abbandono
A fera che mi strazi e mi divori ?
Ah Teseo, ah Teseo mio,
Lascierai tu morire
Invan piangendo, invan gridando 'aita, 
La misera Arianna
Ch'a te fidossi e ti diè gloria e vita ?
IV. Ahi, che non pur rispondi !
Ahi, che più d'aspe è sordo a' miei lamenti !
O nembri, O turbi, O venti, 
Sommergetelo voi dentr'a quell'onde ! 
Correte, orche e balene,
E delle membra immonde
Empiete le voragini profonde !
Che parlo, ahi, che vaneggio ?
Misera, ohimè, che chieggio ?
O Teseo, O Teseo mio,
Non son, non son quell'io,
Non son quell'io che i feri detti sciolse;
Parlò l'affanno mio, parlò il dolore,
Parlò la lingua, sì, ma non già il cuore.
Non mis en musique:
[Misera! Ancor dò loco
A la tradita speme ?
E non si spegne,
Fra tanto scherno ancor, d'amor il foco ?
Spegni tu morte, ornai, le fiamme insegne !
O Madre, O Padre, O dell'antico Regno
Superbi alberghi, ov'ebbi d'or la cuna,
O servi, O fidi amici (ahi fato indegno !)
Mirate ove m'ha scort'empia fortuna,
Mirate di che duol m'ha fatto erede 
L'amor mio,
La mia fede,
E l'altrui inganno,
Così va chi tropp'ama e troppo crede.]
Traduction française :
Laissez-moi mourir ! 
Que voulez-vous qui me réconforte
Dans un si rude sort
Dans un si grand martyre ?
Laissez-moi mourir !
O Thésée, ô mon Thésée,
Oui, je veux te dire mien car tu es à moi,
Bien que tu fuies, cruel, loin de mes yeux.
Retourne-toi, mon Thésée !
Retourne-toi, Thésée, ô Dieu !
Retourne-toi pour revoir celle 
Qui a quitté pour toi sa Patrie et son Royaume,
Et qui, restée sur ces sables,
Proie de fauves sans pitié et cruels, 
Laissera ses os dénudés ! 
O Thésée, ô mon Thésée
Si tu savais, ô Dieu !
Si tu savais, hélas, comme souffre
La pauvre Ariane,
Peut-être, repentant,
Tu retournerais ta proue vers le rivage ! 
Mais grâce aux vents sereins
Tu t'en vas heureux, et moi je pleure.
Athènes te prépare
La pompe d'un accueil joyeux, et moi je reste
La proie des fauves sur des sables solitaires.
Chacun de tes deux vieux parents
T'embrasseront joyeux, et moi
Je ne vous verrai plus, ô ma mère, ô mon père !
Où donc, où est la foi
Que si souvent tu me jurais ?
Est-ce ainsi que, sur le trône sacré de mes pères,
Tu me replaces ? 
Sont-ce là les couronnes
Dont tu pares ma chevelure ?
Sont-ce là les sceptres,
Les diamants et les ors ? 
Me laisser à l'abandon 
A un fauve pour qu'il me déchire et me dévore ?
Ah Thésée, ah mon Thésée,
Laisseras-tu mourir,
En vain pleurant, en vain criant à l'aide,
La pauvre Ariane
Qui se fia à toi et te donna gloire et vie ?
Hélas, tu ne réponds même pas !
Hélas, tu es plus sourd qu'un aspic à mes plaintes
O nuées, ô tornades, ô vents
Engloutissez-le dans ces flots !
Accourez, orques et baleines,
Et de ces membres immondes
Emplissez les gouffres profonds !
Que dis-je, hélas, quel est ce trouble ?
Malheureuse, que demandè-je ?
O Thésée, ô mon Thésée,
Ce n'est pas moi, non ce n'est pas moi,
Qui ai prononcé ces cruelles paroles;
C'est ma souffrance, c'est ma douleur qui a parlé
C'est ma langue, oui, mais ce n'est pas mon cœur.
[Malheureuse, je fais encore place
A l'espoir trahi ? 
Et il ne s'éteint pas,
Malgré tant de dérision, le feu de l'amour ? 
Toi, mort, éteins désormais ces flammes indignes ! 
O ma mère, ô mon père, ô de l'antique Royaume
Les superbes demeures où d'or fut ma couche,
O mes serviteurs, ô mes fidèles amis (hélas sort injuste !)
Regardez où m'a conduite la fortune cruelle
Regardez quelle douleur m'ont donné en héritage
Mon amour,
Ma foi
Et celui qui m'a trahie !
Voilà le sort de qui trop aime et se fie.]
Source pour la traduction : Kulturika

## Sources
- Claudio Monteverdi. Correspondance, préfaces, épîtres dédicatoires. Trad. Annonciade Russo. Mardaga, Sprimont (Belgique), 2002.

### Ouvrages en français
- Jean-Philippe Guye : Le Lamento d’Arianna de Monteverdi. L’Arianna en contexte. Éléments d’une analyse des moyens expressifs. dans Analyse Musicale, no 43, 2002.
- Leo Schrade : Monteverdi (1950). Trad. J.Drillon, Lattès, 1981.
- Roger Tellart : Claudio Monteverdi. Fayard, 1997.

### Ouvrages en anglais
- Denis Arnold, & Nigel Fortune. The New Monteverdi Companion. Faber and Faber. London, 1985. Cf. en particulier Monteverdi and the seconda prattica (N.Fortune), et The Mantuan Stage Works (Ian Fenlon).
- Gary Tomlinson. « Madrigal, Monody, and Monteverdi’s via naturale alla immitatione », JAMS, XXXIX, 1981.
- Jack A. Westrup. « Monteverdi’s Lamento d’Arianna », The Music Review, 1 (1940), 144-54.

### Ouvrages en italien
- Nella Anfuso, A.Gianuario. Claudio Monteverdi. Lamento d’Arianna. Srudio e interpretazione. Firenze, 1969.
- Paolo Fabbri. Monteverdi, Einaudi.
- Claudio Gallico. Monteverdi. Poesia musicale, teatro e musica sacra. Piccola Biblioteca Einaudi, Torino, 1979.

## Éléments discographiques
De nombreux enregistrements disponibles. Parmi ceux-ci :
- The Consort of Musicke Anthony Rooley : Lamento d’Arianna. Présente les trois versions de Monteverdi (avec Emma Kirby dans les monodies), ainsi qu'une anthologie de lamenti sur le même thème (Bonini, Costa, Il Verso). Harmonia Mundi, 1995.
- Version monodique : Helga Müller-Molinari et William Christie. Harmonia Mundi, 1984.
- Version madrigal, avec continuo, correspondant à l’édition critique de 1991. Consort Ars Musica, dir. Raffaello Monterosso. Capriole Records, London, 1991.
- Importante discographie du Lamento d'Arianna sur musique.ac-amiens.fr